# Keeling-kurven
Keeling-kurven er en graf, der viser koncentrationen af kuldioxid i jordens atmosfære, baseret på kontinuerlige målinger taget ved Mauna Loa-observatoriet på øen Hawaii fra 1958 og frem til i dag. Keeling-kurven er opkaldt efter videnskabsmanden Charles David Keeling, som påbegyndte målingerne i 1958 og overvågede målingerne indtil sin død i 2005.
Charles Keelings målinger viste det første markante bevis på hurtigt stigende kuldioxid (CO2) niveauer i atmosfæren. Ifølge Naomi Oreskes, professor i videnskabshistorie ved Harvard University, er Keeling-kurven et af de vigtigste videnskabelige værker i det 20. århundrede. Mange forskere krediterer Keeling-kurven for at være den første undersøgelse, der har kunnet bringe verdens opmærksomhed på den nuværende stigning i CO2 i atmosfæren.

## Baggrund
Før 1950'erne var målinger af CO2-koncentrationer i atmosfæren blevet foretaget på ad hoc basis forskellige steder. I 1938 sammenlignede ingeniør og amatørmeteorolog Guy Stewart Callendar fx datasæt af atmosfærisk CO2 fra Kew i 1898-1901, som i gennemsnit var 274 ppm, og fra det østlige USA i 1936-1938, hvilket i gennemsnit 310 ppm og konkluderede, at CO2-koncentrationerne var stigende på grund af menneskeskabte emissioner. Men på grund af målingernes forskelligheder blev Callendars resultater ikke bredt accepteret af det videnskabelige samfund.
Charles David Keeling, fra Scripps Institut for Oceanografi, var den første person, der begyndte at foretage hyppige regelmæssige målinger af atmosfæriske CO2-koncentrationer i Antarktis og på Mauna Loa, Hawaii fra marts 1958 og frem. Keeling havde tidligere testet og anvendt måleteknikker andre steder, herunder Big Sur nær Monterey, regnskove på den olympiske halvø i staten Washington og højbjergskove i Arizona. Han observerede en stærk døgnrytme i koncentrationer af CO2, med overskydende CO2 om natten på grund af respiration fra planter og jord, og eftermiddagsværdier, der er repræsentative for den "frie atmosfære" over den nordlige halvkugle.

## Mauna Loa målinger
I 1957-1958, der var udnævnt til at være det internationale geofysiske år, opnåede Keeling finansiering fra Weather Bureau til at installere infrarøde gasanalysatorer på fjerntliggende steder, herunder Sydpolen og på vulkanen Mauna Loa på øen Hawaii. Mauna Loa blev valgt som et langsigtet permanent overvågningssted på grund af sin afsidige beliggenhed langt fra kontinenter og dens mangel på vegetation. Keeling og hans samarbejdspartnere målte den indkommende havbrise over det termiske inversionslag for at minimere lokal forurening fra vulkanske åbninger. Dataene blev korrigeret for at fjerne enhver påvirkning fra lokal forurening. På grund af finansieringsnedskæringer i midten af 1960'erne blev Keeling tvunget til at opgive den løbende overvågningsindsats på Sydpolen, men han skrabede nok penge sammen til at opretholde driften ved Mauna Loa Observatory, som har fortsat til i dag.
Keelings Tellus- artikel fra 1960 præsenterede de første månedlige CO2-registreringer fra Mauna Loa og Antarktis (1957 til 1960), hvor man fandt en "distinkt sæsonbestemt cyklus... og muligvis en verdensomspændende stigning i CO2 fra år til år."  I 1970'erne blev det en veletableret udlægning at stigningen i atmosfærisk kuldioxid var i gang og skyldtes menneskeskabte emissioner.
Målingerne af kuldioxid ved Mauna Loa-observatoriet på Hawaii er lavet med en type infrarødt spektrofotometer, nu kendt som en ikke-dispersiv infrarød sensor, der er kalibreret ved hjælp af World Meteorological Organisations standarder. Denne type instrument, som oprindeligt blev kaldt en kapnograf, blev først opfundet af John Tyndall i 1864 og optaget med pennespor på en strimmelkortskriver. I øjeblikket tilføjes flere laserbaserede sensorer til at køre samtidig med det infrarøde spektrofotometer på Scripps Institute of Oceanography, mens NOAA- målinger ved Mauna Loa stadig bruger den ikke-dispersive infrarøde sensor.

## Resultater og fortolkning
Målingerne indsamlet ved Mauna Loa-observatoriet viser en konstant stigning i den gennemsnitlige atmosfæriske CO2 -koncentration fra 313 ppm i marts 1958 til 406 ppm i november 2018, med en aktuel stigning på 2,48 ± 0,26 (middelværdi ± 2 std dev) ppm CO2 pr. år. Denne stigning i atmosfærisk CO2 skyldes forbrænding af fossile brændstoffer og har været accelererende i de senere år. Da CO2 er en drivhusgas, har dette betydelige konsekvenser for den globale opvarmning. Målinger af CO2 -koncentration i ældgamle luftbobler fanget i polære iskerner viser, at den gennemsnitlige atmosfæriske CO2 -koncentration var mellem 275 og 285 ppm under Holocæn- epoken (9.000 fvt og frem), men begyndte at stige kraftigt i begyndelsen af 1800-tallet.
Keelling-kurven viser også en cyklisk variation på omkring 6 ppm hvert år svarende til den sæsonmæssige ændring i optagelsen af CO2 i verdens landvegetation. Det meste af denne vegetation er på den nordlige halvkugle, hvor det meste af klodens samlede landarealer er placeret. Fra et maksimum i maj falder niveauet i det nordlige forår og sommer, da ny plantevækst tager CO2 ud af atmosfæren gennem fotosyntese. Efter at have nået et minimum i september stiger niveauet igen i det nordlige efterår og vinter, efterhånden som planter og blade dør af og henfalder og frigiver CO2 tilbage til atmosfæren.

## Arv

### Global overvågning
Delvis på grund af Keelings observationer begyndte NOAA at overvåge CO2-niveauer på verdensplan i 1970'erne. Og i dag overvåges atmosfæriske CO2 -niveauer på ca. 100 steder rundt om på kloden via Global Greenhouse Gas Reference Network. Målinger på mange andre isolerede steder har bekræftet den langsigtede tendens vist af Keeling-kurven, selvom ingen af disse steder har så lang en historie bag sig som observatoriet på Mauna Loa.

### Ralph Keeling
Efter Charles David Keelings død i 2005, er ansvaret og tilsynet med projektet blevet overdraget til Keelings søn, Ralph Keeling . På halvtredsårsdagen for projektets begyndelse skrev den yngre Keeling en artikel i magasinet Science, der beskrev sin fars liv og arbejde, og om hvordan projektet er vokset og udviklet sig over tid. Sammen med mere præcise målematerialer og midler til projektet med overvågning af jordens CO2 -niveauer skrev Keeling om sin stolthed over sin fars arbejde, og hvordan han har videreført det i sin fars ånd.

### Anerkendelse
I 2015 blev Keeling-kurven udpeget som et National Historic Chemical Landmark af American Chemical Society . Mindeplader blev installeret ved Mauna Loa Observatory og ved Scripps Institut for Oceanografi ved University of California, San Diego .

### Markering af 400 ppm i 2013
Den 9. maj 2013 oversteg den daglige gennemsnitlige koncentration af CO2 i atmosfæren målt ved Mauna Loa 400 ppm. Estimater af CO2 under tidligere geologiske perioder tyder på, at CO2 ikke har været på dette niveau siden midten af Pliocæn, for 2 til 4 millioner år siden. Dette niveau af kuldioxid, forårsager klimaændringer, og tyder på blandt andet en fortsat forværring af klima-, natur- og økologiske katastrofer, som i stigende grad truer menneskers og dyrs levesteder på Jorden, hvis drivhusgasemissionerne ikke reduceres væsentligt.

## Eksterne links
- Officiel Keeling-kurve hjemmeside. Scripps Institution of Oceanography, UC San Diego
- CO2 jord : Årligt opdateret version af Keelings-kurven
- Klimaændringer er klare på toppen af Mauna Loa, NPR, dag til dag, 1. maj 2007
- Scripps Institution of Oceanography CO 2 -Program: Home of the Keeling Curve